# Damré
Damré is een plaats in de gemeente Sprimont, die ondertussen aan de noordoost kant van plaats aangegroeid is. Damré ligt in de Belgische provincie Luik.
Nog iets verder naar het noordoosten, aan de A26, die hier deel uitmaakt van de Europese weg 25 en de N278 richting Theux en Spa ligt het industrieterrein Damré-Sprimont. Hiervan is vanaf de snelweg het bedrijf Sprimoglas te zien.

## Geschiedenis
Tot aan de Franse tijd was Damré een enclave van het abdijvorstendom Stavelot-Malmedy in de hoogbank Sprimont van het hertogdom Limburg. Net als de rest van het hertogdom werd Damré bij de annexatie van de Zuidelijke Nederlanden door de Franse Republiek in 1795 opgenomen in het toen gevormde departement Ourthe.
Deelgemeenten: Dolembreux · Gomzé-Andoumont · Louveigné · Rouvreux · Sprimont

Overige kernen: Andoumont · Cornemont · Damré · Florzé · Gomzé · Les Forges · Lincé · Ogné · Presseux · Rivage

Belgische gemeenten · arrondissement Verviers · provincie Luik · Wallonië